# Charles Mourier
Jean Joseph Charles Mourier, dit Valory (Paris, 1794 - Paris, 16 octobre 1857), est un auteur dramatique français.

## Biographie
Charles Mourier, passionné du théâtre, simple marchand de rubans, écrivait des pièces qui lui étaient régulièrement refusées. Il prend la succession de Léopold Chandezon au théâtre des Folies-Dramatiques; Ce théâtre reprend un nouvel essor. Son premier succès est Robert Macaire de Frédérick Lemaître.
Directeur du théâtre des Folies-Dramatiques de 1832 à 1857, ses pièces ont été représentées sur les plus grandes scènes parisiennes du XIXe siècle : Folies-Dramatiques, théâtre de l'Odéon, Théâtre du Vaudeville, Théâtre de la Gaîté, Théâtre de l'Ambigu-Comique, etc.
Ernest Blum dans ses Souvenirs d'un vaudevilliste, le dépeint comme « un directeur intelligent actif, laborieux, et qui avait fini par comprendre admirablement ce qui convenait à son public ».

## Œuvres
- Le Mariage extravagant, comédie vaudeville en un acte, avec Marc-Antoine Désaugiers, 1812
- Les Hussards dans l'étude, folie-vaudeville en 1 acte, avec Dulong et Henri Villemot, 1823
- Le Garçon de noce, vaudeville en 1 acte, avec Benjamin Antier, 1824
- La Prise de Tarifa, mélodrame militaire, historique, à grand spectacle, avec Dulong et Villemot, 1824
- Le Chemin creux, mélodrame en 3 actes, à grand spectacle, avec Saint-Alme, 1825
- Non !, comédie-vaudeville en 1 acte, 1826
- Bisson, ou l'Enseigne et le Pilote, fait historique en 2 actes et 3 tableaux, avec Jules Dulong et Saint-Amand, 1828
- Le Futur de toutes les femmes, comédie en 1 acte, avec Dulong, 1829
- Nostradamus, drame en 3 actes et en 6 parties, avec Béraud, 1829
- Adrienne Lecouvreur, comédie en trois actes et en prose, avec Antony Béraud, 1830
- Le Coup d'épée, pièce en 1 acte, avec Saint-Alme, 1830
- La Comédienne improvisée, vaudeville en un acte, avec Maurice Alhoy, 1833
- L'Amitié d'une jeune fille, mélodrame en 3 actes et en 5 tableaux, avec Maurice Alhoy, 1833
- Un marquis d'autrefois, drame-vaudeville en 3 actes, avec Antoine Jean-Baptiste Simonnin, 1833
- Gig-gig, scènes de boxeurs, clowns... en 3 actes à grand spectacle, avec Alhoy, 1833
- Les bons maris font les bonnes femmes, comédie-vaudeville en 3 actes, avec Charles-Hippolyte Dubois-Davesnes et Auguste Lepoitevin de L'Égreville, 1834
- La Révolte des modistes, vaudeville en 3 actes, avec Cogniard frères, 1834
- L'Heure du rendez-vous, 1835
- Les Chauffeurs, mélodrame en 3 actes et 4 tableaux, précédé de Dix ans avant, avec Cogniard frères, 1835
- La Grille du manoir, drame en trois actes, avec Alhoy, 1836
- Vierge et Martyre, drame en 5 actes et 6 tableaux, avec Alhoy, 1836
- Un coup de canne, vaudeville en 3 actes, avec Émile Vanderburch, 1836
- Madeleine, drame-vaudeville en 3 actes, avec de Kock et Charles Dupeuty, 1836
- Ni jamais, ni toujours, vaudeville en 5 actes, avec de Kock, 1836
- La Sœur grise et l'Orphelin, mélodrame en 4 actes et 5 tableaux, avec Adolphe Lemoine-Montigny, 1836
- Zara ou la Sœur de l'Arabe, mélodrame en 4 actes, avec Montigny, 1837
- Geneviève de Brabant, mélodrame en 4 actes, avec Anicet Bourgeois, 1838
- Les Bayadères de Pithiviers, vaudeville en 3 actes, avec Paul de Kock, 1838
- La Bouquetière des Champs-Élysées, drame-vaudeville en trois actes, avec de Kock, 1838
- La Concierge du théâtre, vaudeville en 1 acte, avec de Kock, 1838
- Le Débardeur ou le Gros Caillou et Alger, vaudeville en deux actes, avec de Kock, 1839
- La Belle Limonadière, ou un café en 1720, comédie-vaudeville en 3 actes, avec Alhoy, 1839
- La Laitière de la forêt, vaudeville en 2 actes, 1839
- Le Postillon fran-comtois, comédie-vaudeville en 2 actes, avec de Kock, 1839
- Le Secret du soldat, drame-vaudeville en 3 actes, avec Alhoy et Masson, 1840
- Deux Sœurs ou Une nuit de la mi-carème, drame vaudeville en trois actes, avec Michel Masson, 1841